# Johannes Broermann
Johannes Broermann (* 17. Oktober 1897 in Uelde; † 4. November 1984 in Berlin) war ein deutscher Verleger.

## Leben
Vor 1933 war er Mitglied im Zentrum und Reichsverband der Deutschen Windthorstbunde. 1926/1927 war er Vorsitzender der Zentralstelle für studentische Völkerbundsarbeit und 1929/1930 Persönlicher Referent von Joseph Wirth. Von 1930 bis 1933 war er Pressereferent im Reichsinnenministerium. Ab 1938 war er Verleger und Inhaber des Verlages Duncker & Humblot. Er gründete die CDU in Berlin mit. 1982 wurde er Ehrenbürger der Universität Wien.
Er war Mitglied der katholischen Studentenverbindungen WKStV Unitas-Burgundia Münster, WKStV Unitas Freiburg, WKStV Unitas-Arminia Berlin, WKStV Unitas-Assindia Aachen und WKStV Unitas-Guelfia München im UV.